# The Open Group Architecture Framework

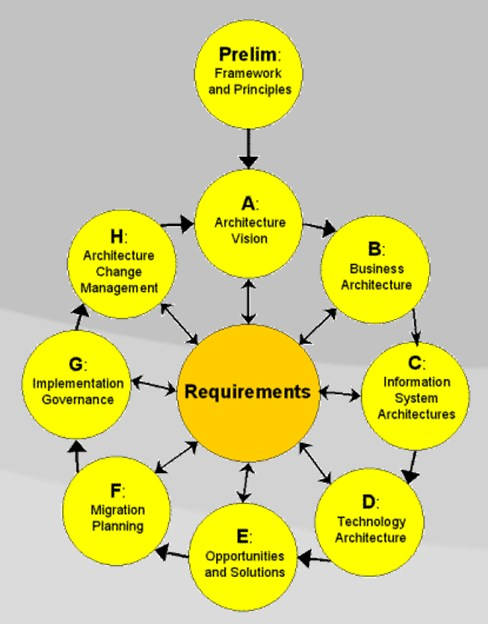
Ramy architektury otwartej grupy

TOGAF (ang. The Open Group Architecture Framework) – szkielet dla architektury korporacyjnej, który zapewnia kompleksowe podejście do projektowania, planowania, implementacji oraz zarządzania informacyjną architekturą organizacji.
Dokumentacja TOGAF składa się z siedmiu części, zawierających:
1. Opis idei i definicję pojęć,
2. Metodykę zawierającą opis procesu wytwarzania architektury korporacyjnej,
3. Techniki i wskazówki uzupełniające opis metodyki,
4. Klasyfikację typów produktów architektonicznych,
5. Opis budowy repozytorium architektonicznego,
6. Modele referencyjne,
7. Ramy określające zdolności architektoniczne organizacji.

Architektura jest modelowana typowo na czterech poziomach (domenach):
- biznes,
- aplikacje,
- dane,
- technologia.

The Open Group podkreśla znaczenie metodyki wytwarzania architektury korporacyjnej, jako podstawowej zalety ram architektonicznych TOGAF.
Grupa The Open Group udostępnia specyfikację TOGAF bezpłatnie dla organizacji do ich własnego, niekomercyjnego wykorzystania.
Od 1 grudnia 2011 roku obowiązującą wersją jest wersja 9.1.
W ramach The Open Group dostępny jest program certyfikacyjny, składający się z dwóch poziomów:
- TOGAF 9 Foundation – dla uczestników procesu wytwarzania architektury,
- TOGAF 9 Certified – dla architektów korporacyjnych.